# Würth
O grupo Würth foi fundado em 1945, logo após o fim da Segunda Guerra Mundial, por Adolf Würth na cidade Künzelsau, na Alemanha. No começo, a empresa era composta por três pessoas: Adolf, sua esposa Alma Würth e seu filho Reinhold Würth, que há 52 anos, desde a morte do pai, é o presidente do grupo. O grupo é formado hoje por 351 empresas distribuídas em 81 países e mais de 51 mil colaboradores. Seu faturamento anual gira em torno de 6,8 bilhões de euros.
O grupo Würth inclui ainda fábricas, hotéis, uma pequena companhia de aviação e instituições financeiras na Suíça e Países Baixos. No Brasil, a empresa está hoje em quatro estados: Pernambuco, São Paulo, Rio Grande do Sul e Minas Gerais.